# 薮崎友宏
薮崎 友宏（やぶざき ともひろ、 1973年11月13日 - ）は中国料理（広東料理・薬膳料理）のシェフ、ソムリエ、料理講師、ワイン講師、薬膳講師、農業従事者、レストランプロデューサー、レストランアドバイザー、宿命鑑定師、神道家。静岡県富士市出身。
エッセンス株式会社代表取締役。
南青山Essence オーナーシェフ。
NPO法人全日本薬膳食医情報協会（ANY）理事長。
神道神祇本庁神職「大講義」
「神に仕える料理人」
神職の階位を持つ料理人兼ソムリエ。
中国料理・薬膳料理の第一人者として国内外を問わず幅広く活動し、これまで数々のテレビ番組に出演している。日本における薬膳料理の権威として、その名を広く知られている料理人のひとりである。

## 来歴
生い立ち
1973年11月13日に静岡県富士市で小さな食堂「味の店 やぶ」を経営する両親のもとに生まれる。小学生の頃は両親が店の営業に忙しかったため、絵画や日本拳法、書道、三味線、そろばん、英語など数々の習い事に通わされる。家が海や川に近いこともあり、魚釣りを趣味としていた。
中学校時代は柔道部に所属し、一年生の時に市内大会3位、三年生の時に市内大会優勝を果たす。応援団にも所属し応援団長を務める。
家業の食堂を継ぐため料理人になることを目指し、沼津市にある桐陽高等学校食物科に入学。高校でも柔道部に所属し三年生の時に部長として活動する傍ら応援団にも所属する。実家の食堂を手伝いつつ、平日は沼津駅近くにあったお好み焼き・鉄板焼のお店「とん吉」、休日は建築現場の土方（ドカタ）でアルバイトをして横浜に修行に行く資金を貯めた。
横浜時代
1991年（18歳）、高校卒業と同時に調理師免許を取得し、新卒で横浜中華街にある広東料理の名店「菜香新館」にて修業を始める。香港より招聘された一流シェフ達に料理を学び、日本全国から修業に来た地方の中国料理店の跡継ぎの同僚達とともに切磋琢磨の毎日を過ごす。菜香新館は横浜中華街で貿易・中国茶館・中華食材物販店・食品工場を持つグループ会社の飲食店部門であり、烏龍茶や上海蟹を日本で初めて輸入。飲茶・点心ブームも巻き起こした中華街の老舗企業であり、会長は日本華僑総会会長も務めていたため中国文化への造詣が深く、中国の奥深い文化を学ぶこととなる。
1992年（19歳）、修業を始めて一年が過ぎた時に、母親が以前より患っていた糖尿病が悪化しうつ病も併発。入院中の一時帰宅時に行方不明となり、数日後に帰らぬ人となる。この母親の死が薬膳料理に興味を持つきっかけとなる。また、葬儀後に父親から「実家の食堂を継がなくてもよい。これからは自分のやりたいように生きなさい」と告げられ、当初の「実家の食堂を継ぐため料理人になる」という目標から「都会で一旗揚げ、亡き母が天国で喜ぶような立派な料理人になる」という想いに変わっていく。修業中の下っ端の頃は、野菜切りや皿運びしかさせてもらえなかったため、会社に内緒で深夜に居酒屋村さ来(天王町)、中華料理店香港楼(福富町)、スナック斎(吉田町)でアルバイトをして料理の腕を磨いていた。香港のシェフ達に認めてもらうには、まずは香港のシェフ達が何を話しているのか分かるのが先決と判断し、会社の専務に相談して休日に横浜中華街にある広東要明鶴同郷会内の広東語教室に通い、以後3年間ほど広東語を学ぶ。
1993年（20歳）、師匠の野菜彫刻士（香港人）の専門家より披露宴や宴席に添える野菜彫刻の指導を受ける。また、翌年に野菜彫刻の師匠の故郷、広東省番禺市に半月間のホームステイに行った。
1996年（23歳）、グループ最年少で調理主任に就任。
1997年（24歳）、中国料理専門調理師・中国料理調理技能士試験に合格する。
立川時代
1998年(25歳)、東京都立川駅隣接の駅ビル「グランデュオ立川」に出来るワンフロアーがすべて中華料理店のレストランである立川中華街内の「菜香グランデュオ立川店」の立ち上げに副料理長として参加。駅ビル内のレストランとしては異例の100坪150席を要する大型店舗であった。
1999年(26歳)、「菜香グランデュオ立川店」料理長にグループ史上最年少で就任。この立川中華街にはシェフの菰田欣也や孫成順も料理長として腕を振るっており交流を深めた。仕事が終わった後、立川駅近くの割烹店「ときわ」に通いつめ、日本料理の季節感や旬の食材の扱い方、ふぐの捌き方を教わり東京都ふぐ調理師免許を取得する。立川中華街の他の店舗で行われていた薬膳料理のイベント「薬膳グルメの会」に参加、この会で後の薬膳の師匠となるNPO法人全日本薬膳食医情報協会理事長（現名誉会長）の岡本清孝と出会う。数年後「薬膳グルメの会」を開催していた店舗が閉店となったが人気のイベントだったため、菜香グランデュオ立川店が引き継ぐこととなり、岡本清孝の薫陶を受け薬膳を学ぶ。
2003年（29歳）、NPO法人全日本薬膳食医情報協会認定の薬膳調理指導員（現・薬膳インストラクター中級）試験に合格
2005年（31歳）、國際薬膳調理師試験に合格。
2006年（32歳）、北京中医薬大学本校の創立50周年記念式典及び記念研修に参加。本場北京にて薬膳を学ぶ。
青山時代
2007年（33歳）、1月15年間勤務した菜香グループを退社し、株式会社リングルプロジェクトに入社。同年3月「身体と心の癒し」がコンセプトで化学調味料完全不使用としたナチュラルチャイニーズレストランEssenceを南青山に立ち上げ、料理長に就任する。オープン間もない頃、偶然西麻布のbarのカウンターで隣になったフードジャーナリスト、マッキー牧元の取材を受け、雑誌『東京情緒食堂』にEssenceが紹介されたのをきっかけに数々の雑誌で紹介され、一躍有名店の仲間入りとなる。
2008年（34歳）、順風満帆に見えた店舗運営だったが、株式会社リングルプロジェクトが民事再生手続きとなり閉店の危機に陥る。株式会社コスモフーズが店舗を引き継いだため株式会社コスモフーズ社員となりEssenceは継続されることとなった。しかし同年のリーマンショックの影響により半年もたたずに再度閉店の危機を迎えるが、難航した交渉の末11月から株式会社コスモフーズからの業務委託という形で店舗は存続となりオーナーシェフとして独立を果たす。10月より、ワインスクール「アカデミー・デュ・ヴァン」に通いワインの勉強を始める。
2009年（35歳）、JSA認定ソムリエ試験合格。その後も現在までアカデミー・デュ・ヴァンに通い続けている。
2010年（36歳）、ジュニア野菜ソムリエ（現・野菜ソムリエ）試験に合格。
2011年（37歳）、4月期よりアカデミー・デュ・ヴァンの料理講師に就任。コマンドリー・ド・ボルドー(ボルドーワインの騎士)叙任。
2012年（38歳）、Essenceに来店した服部幸應に勧められ、農林水産省の料理人懸賞制度「料理マスターズ」に応募し、ブロンズ賞を受賞。同年受賞者は穴見秀生（本湖月）、石川秀樹（神楽坂 石かわ）、勝又登（オーベルジュ オー・ミラド）、中東久雄（草喰 なかひがし）、西原金蔵（コンフィズリー エスパス キンゾー）、山口尚亨（すし処 めくみ）、脇屋友詞（Wakiya 一笑美茶楼）。
薬膳コンシェルジュ協会講師に就任。CPA認定チーズプロフェッショナル試験に合格。栃木県足利市にて農業の手伝いを始める。
2013年（39歳）、SSI認定日本酒唎酒師試験に合格。ALL JAPAN ナチュラルチーズコンテスト二次審査審査員。
2014年（40歳）、SSI認定焼酎唎酒師試験に合格。
2015年（41歳）、栃木県足利市在住の歯科開業医の女性と結婚。足利市織姫神社境内にある蕎遊庵にて、根本忠明・和明の兄弟より蕎麦打ちを教わる。
2016年（42歳）、8月エッセンス株式会社を設立。代表取締役に就任。
2017年（43歳）、NPO法人全日本薬膳食医情報協会理事に就任。JSA認定シニアソムリエ（現・ソムリエエクセレンス）試験に合格。
2018年（44歳）、WSETLevel3試験に合格。JSA認定SAKE　DIPLOMA試験に合格。シュヴァリエ・ドゥ・タストフロマージュ(フランスチーズ鑑評騎士)叙任。
2019年（45歳）、 1月会員制貸しワインセラー付きワインバー「KEYAKI」を西麻布にオープン。2月栃木県足利市の親善大使「あしかが輝き大使」を和泉聡市長より委属される。4月よりNPO法人全日本薬膳食医情報協会副理事長に就任。國際薬膳講師試験に合格。JSA認定ワインエキスパート試験に合格。11月よりベターホーム協会の料理講師に就任。
2020年（46歳）、日本中医営養薬膳学研究会　薬膳料理顧問に就任。5月栃木県足利市の新規農業従事者として承認された。7月、栃木県知事の福田富一より栃木県親善大使「とちぎ未来大使」を拝命。新ブランド「あしかがヌーボー」を立ち上げ、第一弾として「足利マール牛肉まん」の販売を開始。
2021年（47歳）、栃木県警よりサンリオキャラクターとのコラボポスターを使いSNSの活用による交通安全意識の向上を図ったとして感謝状授与。NPO法人全日本薬膳食医情報協会理事長に就任。ローソントラベルと共同で、足利市政100周年を記念して足利SDGsツアーを開催。医薬品登録販売者試験(東京)に合格。農林水産省料理人懸賞制度「料理マスターズ・シルバー賞」受賞。あしかがヌーボー第2段として「名草生姜の麻辣火鍋」の販売開始。
2022年（48歳）、ラ・シェーヌ・デ・ロティスール（国際美食協会）、メートル・ロティスール叙任。学校法人白百合学園足利製菓専門学校・特別講師に就任。香川県三豊市山下昭史市長より総合政策アドバイザー就任。YouTubeチャンネル「おかえりごはん」を開設。JA足利　園芸流通協議会のYouTubeチャンネルにて「あしかが美人」ブランドの野菜を使った料理7品を紹介。國際中医師試験に合格。香川県善通寺市にある総本山善通寺にて弘法大師空海生誕1250年イベントで薬膳料理を奉納。康仁流陰陽五行宿命鑑定師試験に合格。埼玉県立杉戸農業高校中国料理講師を担当。世界中医薬連合会・薬膳専業委員会理事に就任。
2023年（49歳）、東京都立赤羽北桜高等学校調理科の中国料理講師に就任。NPO法人日本メディカルハーブ協会のメディカルハーブコーディネーターとハーブ＆ライフコーディネーターの認定試験に合格。あしかがヌーボー第３段として「名草米の生姜粥」の販売開始。
2024年（50歳）、岐阜県養老町にある、創業１７６４年、２５０年以上の歴史がある旅館「千歳楼：せんざいろう」にて、新装されたChef'sカウンターの杮落しイベントの料理を担当。あしかがヌーボー第４段として「名草七味の辛（シン）ピーナッツ」の販売開始。國際薬膳茶師試験に合格。フランスに本部のある『ギルド・インターナショナル/コンフェリー・ド・サントゥギュゾンの会』の日本支部でチーズを広める団体“クラブ•ギルド・ジャポン”より、『コンパニオン・ド・ラ・ギルド』(Compagnon de la Guide)
の勲位を叙任。神道神祇本庁神職「大講義」の階位を受け、神道家になる。

## 人物・エピソード
- 中高の6年間を柔道部で過ごし、高校時代は部長を務めた。柔道初段の他、日本拳法道連盟拳聖会初段の腕前を有する。

- 若い頃は麻雀愛好家であった。19歳で横浜中華街麻雀大会実行委員会を立ち上げ、会長に就任した。野菜彫刻の師匠が帰郷の際、毎年同行し本場中国で中国ルールの麻雀を打っていた。しかし南青山Essenceを開業後は数年に1度の付き合い程度しか麻雀を打っていない。

- 菜香グランデュオ立川店の料理長時代に、部下の料理人がいっぺんに全員辞職してしまったため、飲食店のマネージメントを学ぶため和民で2002年から2005年の間、3年半アルバイトをしていた。和民の社員に頼まれ料理コンテストにレシピを応募し、努力賞を受賞。和民グループ全体会議内で行われた授賞式に呼ばれる。和民グループの全体会議に参加したことにより、社長の渡邉美樹の話に感銘を受け、渡邉にお礼の手紙を書きその後アルバイトながら数回和民グループの全体会議に参加させてもらった経験を持つ。
- 薬膳の資格をとるため学んでいた講座のクラスメートに料理研究家のおやまけいこがおり、親交を持つ。おやまけいこが監修していた人気漫画『鉄鍋のジャン!』に出てくる料理を数品考案している。

- 街頭オーロラビジョンに出演　2007年11月16日から22日までの期間、渋谷ハチ公前にある街頭大型ビジョン＜渋谷109フォーラムビジョン＞に9時00分～24時00分の間の毎時 11分00秒、41分00秒、51分00秒、原宿GAP前の街頭大型ビジョン＜原宿アストロ＞で（10時00分～22時00分の間※（11月17日 13時00分～15時00分を除く） 毎時 3分30秒、24分00秒、33分30秒、54分00秒 に薮崎がインタビューに答える南青山EssenceのCMが1分間流れた。

- 全日本薬膳食医情報協会、鎌倉薬膳アカデミー、アカデミー・デュ・ヴァン、薬膳コンシェルジュ協会、ベターホーム協会の講師を歴任。単発の講座では、グランデュオ立川、関東学院大学、辻調理師専門学校、新宿調理師専門学校、横浜市瀬谷区役所、全国のりサミット・足利市梁田保育所、香川県三豊市高瀬茶業組合等で料理教室や薬膳、食育セミナーを行った実績がある。また、毎年行われている、福島県いわき市にある「いわきワイナリー」の収穫感謝祭ではワインセミナーを担当している。

- 経営者として尊敬する人物は「銀座まるかん」日本漢方研究所の創業者斎藤一人。斎藤一人の10人の直弟子の1人である宮本真由美社長の下で銀座まるかんの特約店としてサプリメントや化粧品等の販売を行っている。

## 受賞・叙任歴
- 中華人民共和国駐日本国大使館から中国薬膳料理の普及活動においての感謝状授与（2007年）
- コマンドリー・ド・ボルドー（ボルドーワインの騎士）叙任（2012年）
- 農林水産省 料理マスターズ ブロンズ賞受賞（2012年）
- シュヴァリエ・ドゥ・タストフロマージュ（フランスチーズ鑑評騎士）叙任（2018年）
- あしかが輝き大使（現：足利みらい応援大使）(栃木県足利市親善大使)（2019年）
- とちぎ未来大使(栃木県親善大使)（2020年）
- 栃木県警よりSNSの活用による交通安全意識の向上を図ったとして感謝状授与(2021年)
- 農林水産省 料理マスターズ シルバー賞受賞（2021年）
- ラ・シェーヌ・デ・ロティスール（国際美食協会）、メートル・ロティスール叙任（2022）
- 香川県三豊市総合政策アドバイザー（2022）
- クラブ・ギルド・ジャポン『コンパニオン・ド・ラ・ギルド Compagnon de la Guide』叙任（2024）

## メディア出演
テレビ
- 朝はビタミン(2007年12月5日 テレビ東京)
- チューボーですよ！「麻婆丼」(2008年4月19日TBS）
- チューボーですよ！「春巻」(2009年1月24日TBS)
- はなまるマーケット（2009年8月4日 TBS）
- 東京Vシュラン2(2009年9月4日 フジテレビ)
- ベストオブご飯の友(2010年6月13日 TBS)
- ウルトラシェフ「親子丼」(2010年7月24日　CS放送 LALATV）
- ウルトラシェフ「天丼」(2010年9月18日 CS放送 LALATV)
- きがきくキッチン(2011年 BSフジ)
- チューボーですよ！「四川風鶏の唐揚げ」(2011年5月28日TBS)
- キッチンが走る「日光」(2011年12月6日 NHK)
- OH!ドヤ顔サミット(2011年12月9日  テレビ朝日)
- たべコレ(2012年7月15日 テレビ東京)
- チューボーですよ！「カニレタス炒飯」(2013年7月27日 TBS)
- 食彩の王国「モツ」（2013年11月30日 テレビ朝日）
- チューボーですよ！「ゴマだれ冷やし中華」(2014年8月6日 TBS)
- ニュース(2015年2月19日 宮城テレビ)
- 別冊 主治医が見つかる診療所 健康スイッチ（2015年3月18日 テレビ東京）
- バイキング(2016年9月27日 フジテレビ)
- お願い！ランキング 美食アカデミー・シーズン２「キッチンオリジン」（2016年9月8日 テレビ朝日）
- お願い！ランキング 美食アカデミー・シーズン２「天下一品」（2016年10月6日 テレビ朝日）
- お願い！ランキング 美食アカデミー・シーズン２「大戸屋」（2016年11月3日 テレビ朝日）
- 趣味どきっ！～あったかボディーでリラックス　カラダを整える温活術～全8回シリーズの後半4回に出演（2017年1月9日  NHK Eテレ）
- 趣味どきっ！～あったかボディーでリラックス　カラダを整える温活術～全8回シリーズの後半4回に出演（2017年1月16日 NHK Eテレ）
- 趣味どきっ！～あったかボディーでリラックス　カラダを整える温活術～全8回シリーズの後半4回に出演（2017年1月23日 NHK Eテレ）
- 趣味どきっ！～あったかボディーでリラックス　カラダを整える温活術～全8回シリーズの後半4回に出演（2017年1月30日 NHK Eテレ）
- ニュース　あしかが輝き大使 (2019年3月4日 わたらせテレビ)
- NHKワールドTrails to Oishii Tokyo BS1「烏骨鶏」(2021年12月1日、12月3日)
- 食彩の王国 「アスパラガス」（2022年4月23日 テレビ朝日）
- ジョブチューン「冷凍チャーハンアレンジバトル」(2022年6月4日TBS)
- ニュースイット「足利マール牛特集」(2022年9月24日フジテレビ)
- 食彩の王国 「相模湾のとらふぐ」（2022年12月24日 テレビ朝日）
- 有吉の木曜バラエティ「大滝日光サーモン」(2024年6月20日 テレビ東京)
- 趣味どきっ！～シェフの休日　しあわせごはん (8)薬膳のプロ 肉を焼く 薮崎友宏～に出演（2024年7月23日 NHK Eテレ）
- 趣味どきっ！～シェフの休日　しあわせごはん (8)薬膳のプロ 肉を焼く 薮崎友宏～再放送に出演（2024年7月30日 NHK Eテレ）
- しあわせ２倍！二拠点生活〜素晴らしき My Way〜(2025年6月13日 放送BS Asahi)

ラジオ
- デイリーデリ　ナチュラルチャイニーズレストランEssence　（2007年6月6日 J-WAVE）
- ニュース　東北大学と精進料理のイベント　（2015年2月20日 J-WAVE）
- FMかがわ　21st Keynote NEXT　（2022年9月12日 ）

インターネットラジオ
- まゆみのなんとかなる♡ラジオチャンネル！Vol.18（2020年11月8日　ホンマルラジオ）
- まゆみのなんとかなる♡ラジオチャンネル！Vol.21（2020年11月29日　ホンマルラジオ）
- まゆみのなんとかなる♡ラジオチャンネル！Vol.110（2022年9月25日　ホンマルラジオ）
- 「尾坂昇治とたーなー先生の夢カナRADIO：夢の途　　第100回」（2024年8月24日　コミュニティーFM）

YouTube
STYLE LAB CHANNEL内の「TOKYO JUNCTION」でカリスマ美容師 エザキヨシタカと対談

## 保有資格
- 調理師（静岡県）
- 中国料理専門調理師（厚生労働省）
- 中国料理調理技能士（厚生労働省）
- ふぐ調理師（東京都）
- 國際中医師（国際中医薬学会連合会）
- 國際薬膳講師（国際薬膳専業資格評審認定委員会）
- 國際薬膳調理師（中国中医薬研究促進会）
- 國際薬膳茶師（国際薬膳専業資格評審認定委員会）
- 医薬品登録販売者（東京都）
- JSA認定ソムリエ・エクセレンス（日本ソムリエ協会）
- JSA認定ワインエキスパート（日本ソムリエ協会）
- JSA認定SAKE DIPLOMA（日本ソムリエ協会）
- WSET Level3（Wine & Spirit Education Trust）
- CPA認定チーズプロフェッショナル（チーズプロフェッショナル協会）
- SSI認定日本酒利酒師（日本酒サービス研究会・酒匠研究会連合会）
- SSI認定焼酎利酒師（日本酒サービス研究会・酒匠研究会連合会）
- メディカルハーブコーディネーター（日本メディカルハーブ協会）
- ハーブ＆ライフコーディネーター（日本メディカルハーブ協会）
- 野菜ソムリエ（日本野菜ソムリエ協会）
- 康仁流陰陽五行宿命鑑定師（株式会社多聞）
- 神職「大講義」（神道神祇本庁）